# Dichochrysa picteti
Dichochrysa picteti là một loài côn trùng trong họ Chrysopidae thuộc bộ Neuroptera. Loài này được McLachlan miêu tả năm 1880.